# エダ・ハンナ・ライト

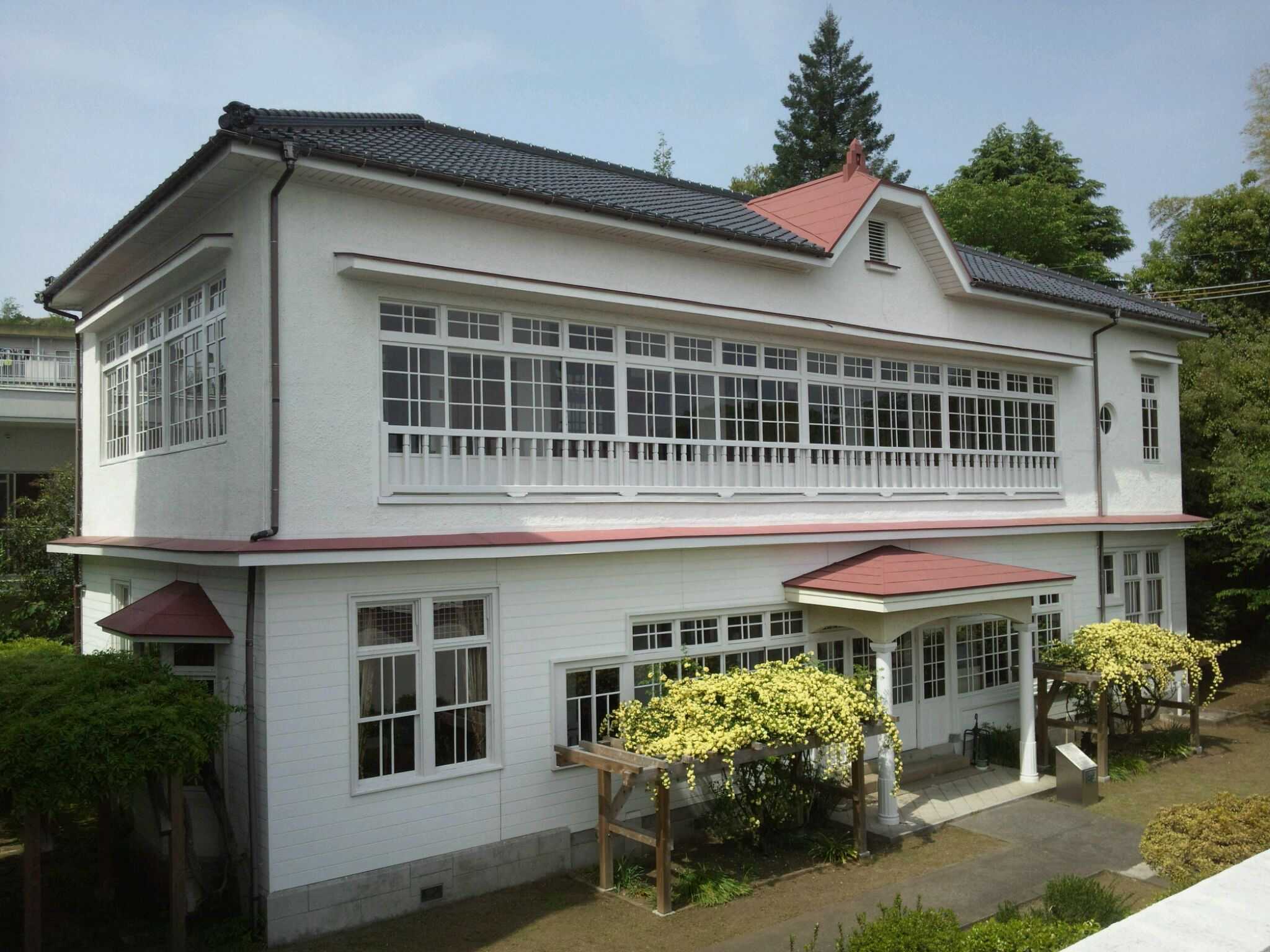
リデル・ライト両女史記念館、エダはこの建物の2階を完成させそこで住んでいた

エダ・ハンナ・ライト（英: Ada Hannah Wright、1870年2月13日 - 1950年2月26日）は、ハンナ・リデルの姪で、彼女が創設したハンセン病療養所回春病院の後継の院長を勤める。回春病院は1941年に解散させられ、オーストラリアに亡命した。1948年来日して熊本で晩年を過ごした。

## 幼年期から女性宣教師学校時代
1870年2月13日、ロンドンで出生。ハンナ・リデルの姪（ハンナ・リデルの母と前夫の子（Samuel Wright)の娘である。父親は郵便集配人であり、ロンドンのセントルーク地区のセントラルストリートで生まれた。父が病弱で、1872年元旦になくなり、エダの2歳年上の兄サミュエルと共にハンナ・リデルの世話になっている。母親はMerenda Neades。1877年、リデルと共にザ、マンブルズに移動している。母親の運命は記録上はっきりしない。この時点でリデルはエダの姉とも母ともいっていい存在となっている。リデルはエダに大きな期待をかけ、スイスに留学させている。その後、エダはThe Willowsという女性宣教師養成学校に通学した。(1892-1896)。この学校はロンドン北部にあり、宣教師としての基礎的な知識の教授がされたが、その他に簿記とか、病人食の作り方とか、讃美歌の授業や貧窮家族への訪問や基礎的な医療教育もおこなわれていた。

## 複雑なハンナ・リデルの家系図
複雑なハンナ・リデル、エダ・ハンナ・ライトの家系を文献に基づき記載する。
- ハンナ・リデルの父の兄弟：Riddell家で9名いる。父Daniel Riddell (1812-1889)は4番目。手織職人の道を諦めて軍隊に入った。軍曹に昇進。21年軍隊にいて除隊。しかし義勇軍に入る。最初の妻の名前はアンで、当時3人の子供がいた。一人の名前はわからない。1854年8月5日にHannah Huntと再婚。
- ハンナ・リデルの母の兄弟:Hunt家で5名いる。母Hannah Huntは4番目で小作人の娘。
- ハンナ・リデルが生まれた時の家族：父(43歳）、母(41歳)、父の連れ子ダニエル(15歳)、イサベラ(12歳)、母の連れ子サミュエル(11歳)。
- ライトの父。Samuel Wright(1843-1872) リデル母の連れ子で最初は靴職人。後に郵便配達人。健康に問題があってライト2歳時に死亡。
- ライトの母。Merende Neades (1839- )その後不明である。
- ライトの兄弟。合計2名。兄Samuel Bertie(1868-1935)。本人Ada Hannah Wright(1870-1950)。

## 来日について
エダは早くから伯母リデルのもとにいく決心をしていた。ウイローズに通学していた時の日記に日本に船出する日を心待ちにしていたとある。しかしリデルが属しているCMS（英国聖公会宣教協会(CMS ,Church Missionary Society）はなかなかその許可を出さなかった。これはリデルと熊本にいる宣教師ブランドラムとの間の確執があったことが関係していた。また語学やキリスト教の学習の能力に疑問を持たれていた。しかし、1896年9月に日本行きの許可がおりた。10月に日本に向い11月28日に熊本に着いたが、日本語が十分でない上にリデルが病に倒れて、グレースノットが帰国したので、エダは苦労をした。CMSはリデルがいない間に外の地方に送ってしまった。1899年6月に鹿児島に転勤となった。これははっきり左遷と書いている。エダはCMSに辞表を出したが、助け舟を出したのは本田増次郎である。エダは彼の世話で、東京、前橋、熊谷、浦和、水戸と転勤していった。

## 院長時代と回春病院の終焉、オーストラリア亡命
1923年より、回春病院でハンナと共に働いた。ハンナ死去後院長となる。大柄で男性的なリデルと異なり、小柄で温和であった。1935年（昭和10年）以降、らい研究室の2階に住んでいた。日英開戦が近くなり、エダは短波受信機を持っていたのでスパイ容疑で、監視された。なお当時は外の外国人もエダ同様、監視差別されていた。第五高等学校外国人教師やハンセン病療養所待労院の外国人シスター10名なども同様であった。事務長の飛松甚吾が警察に引っ張られたので、エダも釈放に働いた。飛松の逮捕の理由は飛松の5人の娘がすべて高等教育を受けていたので、回春病院の財政に不正がないかということであった。イギリスからの寄付も減少し、経済的にも経営は困難であると評議員の福田令寿は閉鎖しようと発議した。福田は清算人代表となり、神戸に出かけシー・ビー・ケネス、上田穣、福田令寿で清算人会議を開いた。回春病院の患者は九州療養所に引き取ってもらい、当座必要だろうというので九州療養所に6万円寄付、その外に土地建物は日本ライ予防協会（土地7,135.9坪、当時の価格で約7万円）を寄付した。後日細川家から土地を返してくれといわれたが、どうしようもなかった。1941年2月3日、回春病院は最後の日を迎えた。エダは最後のトラックの後部にしがみつき、そのまま引きづられながら、「ごめんなさい。ごめんなさい」と叫んだ。患者たちは期せずして讃美歌を歌った。
イギリス大使館の引き上げ命令があり、エダは同じく日本で40年以上を過ごしていてイギリスでの学校時代からの友人であるメイ・フリースの親戚を頼ってオーストラリアのパースに亡命した。神戸港で、貞明皇后の電報を受け取り、感激した。
戦後再び熊本に帰り、1950年2月26日死去。多年にわたりハンセン病救済事業に尽力したとして天皇、皇后、皇太后から祭粢料を賜った。
遺骨はリデルと共に回春病院納骨堂にある。

## エダの性格など
来日早々は、日本語があまりできなかったエダは、その後上達して、現在でも彼女の声を覚えている患者もいる。リデルは週に2回くらいしか、回春病院にこなかったが、エダはらい菌研究所に住み込んで、毎日患者に声をかけた。エダはリデルより15歳も若かったのであるが、多くの日本人はエダが年上と思っていた。50歳になる頃には髪が白くなっていた。彼女はほっそりしていて、一見虚弱そうにみえた。常に感情をおさえていた伯母とは違いすぐ感情にまけてしまった。リデルは自分の要望や指示が議論の余地なくすぐ実施されるのを望んでいたが、だが、患者たちは親しみやすいエダならいつでも交渉に応じてくれると見抜いていた。大柄で決断力に富むリデルはばらの花に、小柄でおとなしいエダはすみれの花にたとえられた。

## 主要文献
ハンナ・リデルとこの記事に関する、基本になる文献を掲げる。
- 飛松甚吾　『ミス　ハンナリデル』　熊本回春病院、1934年 （1993年に復刻版が発行）
- Jingo Tobimatsu Hannah Riddell Kumamoto, 1937
- 内田守編集　『ユーカリの実るを待ちて』　リデル・ライト記念老人ホーム、1976年 （詳しい資料集で、また関係者の人物などにも詳しい）
- ジュリア・ボイド　『ハンナ・リデル　ハンセン病救済に捧げた一生』　日本経済新聞社、1995年 ISBN 4-532-16180-0
- Julia Boyd Hannah Riddell  An Englishwoman in Japan. Charles E. Tuttle Company. 1996  ISBN 0-8048-2050-3 （上記の本の原本であるが、写真の枚数が倍あり、また、文献が載っている。英国において多くの一次史料を基本としている）
- 森幹郎　『ハンセン病史上のキリスト者たち　足跡は消えても』　ヨルダン社、1996年 ISBN 4-8428-0214-6
- 猪飼隆明　『ハンナ・リデルと回春病院』　熊本出版文化会館、2005年 ISBN 4-915796-52-3 （英国において多くの一次史料を見つけている）
- 猪飼隆明　『性の隔離と隔離政策　ハンナ・リデルと日本の選択』　熊本出版文化会館、2005年 ISBN 4-915796-53-1